# Maria Veronika Rubatscher
Maria Veronika Rubatscher (* 23. Januar 1900 in Hall in Tirol; † 1. September 1987 in Brixen (Italien)) war eine österreichische Schriftstellerin. Ihr religiös geprägtes Werk handelt von Mythos und Brauchtum der Tiroler Bauernwelt und ist der katholischen völkisch-nationalen Blut-und-Boden-Dichtung zuzuordnen.
Sie trat als junge Frau in ein Kloster ein und wurde zur Lehrerin ausgebildet; nach dem Bestehen des Examens in Krems war sie Volksschullehrerin in St. Pölten und Südtirol. 1924 wurde sie bei einem Wettbewerb des Sendboten des göttlichen Herzens Jesu mit dem zweiten Preis ausgezeichnet; seither schrieb und veröffentlichte sie zunehmend. Im Zuge der Italianisierung Südtirols zur Zeit des Faschismus wurde sie 1925 aus dem Schuldienst entlassen und verdiente ihren Lebensunterhalt als Erzieherin in Meran, Udine, Rom und Gröden. Mit dem Roman Der Lusenberger (1930) hat sie vielfach Lob geerntet, wie es die Rezension in der Neuen Klosterneuburger Zeitung zum Ausdruck bringt: „So ist dieser Künstlerroman aus Südtirol in Wort und Bild zum schönsten Geschenkbuch für jedermann geworden, der deutsch ist und deutsch empfindet.“ Ab 1935 unternahm sie mehrere Lesereisen in das nationalsozialistische Deutsche Reich und in das austrofaschistische Österreich, um ihre dort aufgrund der deutschnationalen Inhalte sehr erfolgreichen Romane zu präsentieren. Seit 1940 lebte sie zurückgezogen in Brixen. Zur Zeit der Südtiroler Option 1939/1940 trat sie als „Dableiberin“ für den Verbleib in Südtirol ein.
Rubatscher starb 1987 im Bürgerheim in Brixen.

## Werke
- 1927: Unter dem Regenbogen
- 1927: Maria Ward (Biografie, siehe dazu Maria Ward)
- 1929: Agnes, eine gotische Geschichte
- 1930: Der Lusenberger (Roman, siehe dazu Josef Moroder-Lusenberg)
- 1932: Sonnwend (Roman)
- 1933: Perle Christi (Roman, 1938 u.d.T. Margarita von Cortona)
- 1934: Luzio und Zingarella (Erzählung)
- 1935: Das lutherische Joggele (Roman)
- 1935: Altgrödner Geschichten
- 1936: Wie der König seine Soldaten warb (Erzählungen)
- 1936: Meraner Mär (Erzählung, 1950 u.d.T. Liebeslied aus Meran)
- 1937: Ahnen und Heimat. In: Die Neue Literatur 38 (1937)
- 1947: Der Ritt in die Liebe (Novelle)
- 1948: Passion in Tirol
- 1950: Liebeslied aus Meran
- 1950: Die Thurnwalder Mutter (Roman)
- 1950: Bei Gemma Galgani (2 Bände, siehe dazu Gemma Galgani)
- 1952: Lino von Parma
- 1953: Altgrödner Geschichten. München, Karl Zink Verlag
- 1954: Genie der Liebe
- 1958: Es war einmal ein Schützenfest (Erzählungen)